# Kumulonimbus
Kumulonimbus (lat. cumulus: gomila, hrpa + nimbus: oblak; međunarodna kratica Cb) je veliki, debeli i gusti oblak koji se uzdiže okomito uvis, katkada i iznad 10 kilometara. Donji mu je dio tamne, olovnosive boje, a gornji sadrži vlaknaste strukture, ispod kojih se često pojavljuju tamni rastrgani oblaci. Prema obliku može biti ćelav (calvus) i kosmat (capillatus). Debljina mu varira po godišnjem dobu: zimi je debljine 3-5 km, ljeti 8-10 km, a ponekad i 15 km. Gornji dio oblaka često se razvlači vodoravno pa oblak poprima oblik nakovnja (incus). Ako je podnica razvijenoga kumulonimbusa na temperaturi iznad 0 °C, sastoji se od kapljica vode. Iznad podnice nalazi se sloj pothlađenih kapljica (kapljica vode na temperaturama nižim od 0 °C), u većim visinama nalazi se mješavina ledenih kristalića i pothlađenih kapljica vode, a u najgornjem dijelu kumulonimbusa nalaze se samo kristali leda. Pod podnicom kumulonimbusa, ima često niskih, čupavih oblaka koji su spojeni s njom ili ne i katkad daju oborine u obliku virga. Kad im se zaledi gornji dio, nazivamo ih olujnim oblacima.
Ubraja se u konvekcijske oblake, jer nastaje razvojem kumulusa u nestabilnoj atmosferi (termika). Zbog burnih procesa u kumulonimbusu s velikim okomitim brzinama (više od 20 m/s) te jakim silaznim strujama na dijelu područja ispod oblaka, katkada je uzrokom vremenskih nepogoda (tuče, jakih mahova vjetra, udara munje, kratkotrajnih no vrlo snažnih pljuskova, a zimi gustih i krupnih snježnih pahulja) pa je opasn za zračne letjelice, a i za građevine na tlu.

## Vrste oblaka prema visini i obliku
Osnovna podjela oblaka temelji se na činjenici da je, usprkos velikoj raznolikosti oblaka, moguće izdvojiti ograničen broj svojstvenih oblika, koji se često mogu naći u gotovo svim dijelovima svijeta. Takva podjela svojstvenih oblika sadrži podjelu na rodove, vrste i podvrste, a kao dopunu daje i odlike koje detaljnije opisuju pojedina svojstva oblaka. Druga osnovna podjela odnosi se na visinu na kojoj se pojavljuju oblaci.
S obzirom na visinu nad tlom na kojoj se pojavljuju, razlikuju se niski, srednji i visoki oblaci te oblaci okomitog razvoja. U umjerenim zemljopisnim širinama niski oblaci nalaze se na visinama između tla i 2 km, srednji na visinama između 2 i 7 km, a visoki između 7 i 13 km. Oblaci okomitog razvoja pojavljaju se u pravilu na visinama između 800 m i 13 km (iznimno i do 16 km). Gornje su granice slojeva oblaka u tropima podignute za koji kilometar, a u polarnim su predjelima za nekoliko kilometara spuštene.
Prvu morfološku razredbu oblaka izradio je 1803. engleski amaterski meteorolog Luke Howard (1772. – 1864.) i ona se u proširenom obliku zadržala do danas. Osnovna je pretpostavka te podjele da je unatoč velikoj raznovrsnosti oblika oblaka moguće izdvojiti 10 vrsta karakterističnih oblika koji se nalaze u svim krajevima svijeta:
- visoki oblaci: cirus (Ci), cirostratus (Cs) i cirokumulus (Cc),
- srednje visoki oblaci: altostratus (As) i altokumulus (Ac),
- niski oblaci: stratokumulus (Sc), stratus (St) i nimbostratus (Ns),
- oblaci okomitog razvoja: kumulus (Cu) i kumulonimbus (Cb).

Vrste se dalje dijele na podvrste: castellanus (poput dvorca s tornjevima), fibratus (vlaknast), floccus (poput pramena vune), fractus (izlomljen), lentikularis (lećast), nebulosus (bezobličan), stratiformis (slojevit), uncinus (kukičast), spissatus (zgusnut) i tako dalje. Neki oblici dodatno karakteriziraju pojedine oblake, na primjer vrh u obliku nakovnja (inkus) ili vrećaste izbočine na podnici (mamatus).

## Slike
|                                                 |                                               |                                                   |                                                       |
| Kumulonimbusi koji stvaraju grmljavinsku oluju. | Cumulonimbus calvus ili ćelavi kumulonimbusi. | Cumulonimbus fibrous ili vlaknasti kumulonimbusi. | Cumulonimbus incus ili kumulonimbusi oblika nakovnja. |